# Unidentiidae
Famille
Les Unidentiidae sont une famille de mollusques de l'ordre des nudibranches.

## Liste des genres
Selon World Register of Marine Species (1 décembre 2017) :
- Unidentia Millen & Hermosillo, 2012

et décrit depuis :
- Pacifia Korshunova, Martynov, Bakken, Evertsen, Fletcher, Mudianta, Saito, Lundin, Schrödl, Picton, 2017

## Publication originale
- Millen & Hermosillo, 2012 : Three new species of aeolid nudibranchs (Opisthobranchia) from the Pacific coast of Mexico, Panama, and the Indopacific, with a redescription and redesignation of a fourth species. The Veliger, vol. 51, no 3, p. 145-164.